# Kemmelkaserne

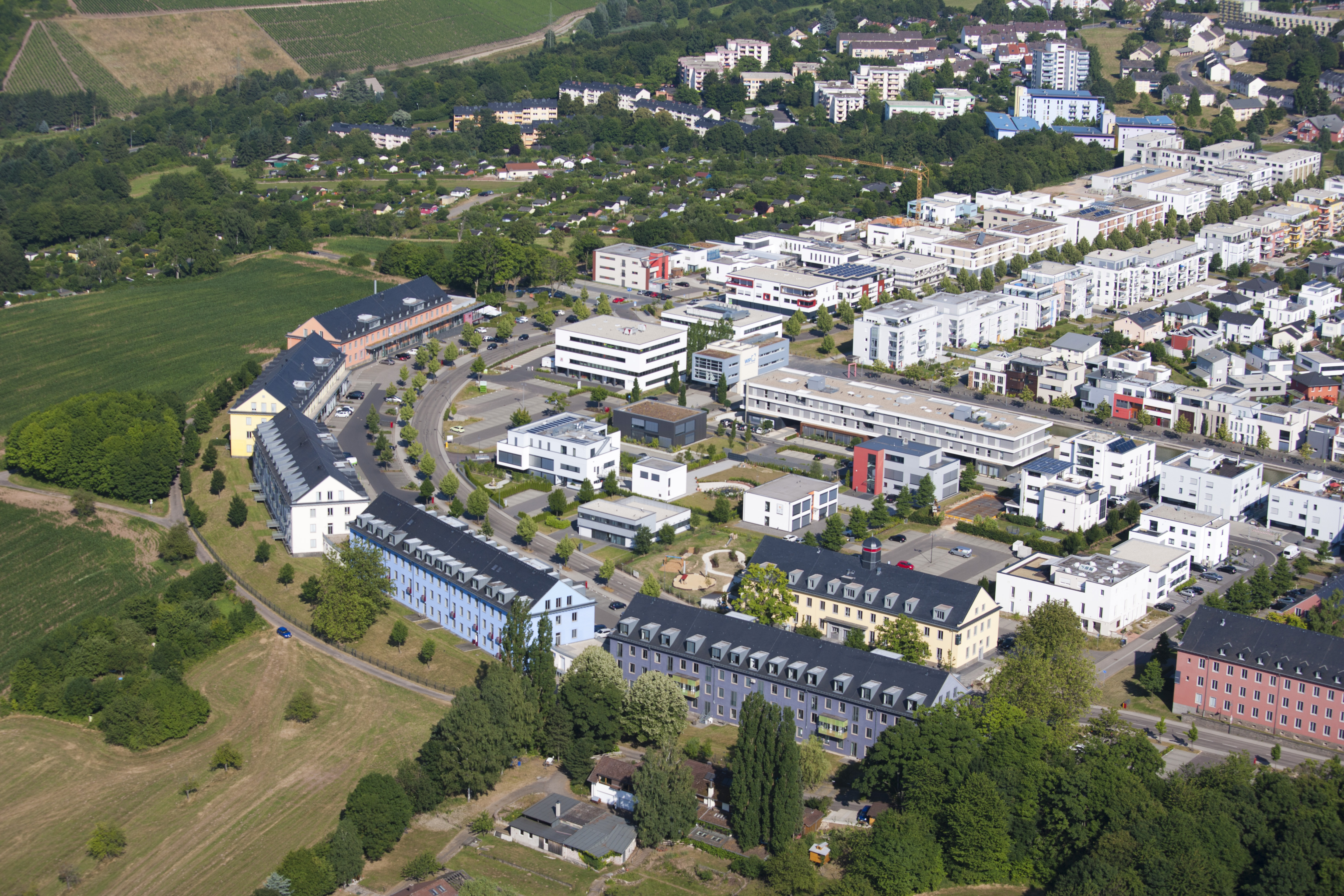
Ehemaliges Kasernengelände nach der Konversion

Die Kemmelkaserne war eine Kaserne in Trier, die in den Jahren 1936/37 im Zuge der Aufrüstung der Wehrmacht erbaut wurde. Benannt wurde sie nach der im Ersten Weltkrieg völlig zerstörten Ortschaft Kemmel in Flandern, am Höhenzug Kemmelberg, der bei der Schlacht von Armentieres schwer umkämpft war. Sie liegt im Stadtteil Trier-Kürenz auf dem Petrisberg, in Verlängerung der Sickingenstrasse. Während des Krieges lag neben der Kaserne ab Februar 1941 das Stammlager Stalag XII D. Der bekannteste Insasse war der französische Philosoph und Schriftsteller Jean-Paul Sartre. Nach dem Krieg wurde sie von der französischen Armee, bis zu ihrem Abzug 1999, genutzt. Danach wurde die Kaserne Konversionsgelände.

## Geschichte
Das Artillerie-Regiment 34 der 72. Infanterie-Division (Trier) lag dort von 1937 bis 1945 in Garnison.
Anlässlich der Kapitulation Frankreichs wurde Jean-Paul Sartre am 21. Juni 1940 als Soldat des 70. Artillerie-Regimentes in Lothringen gefangen genommen und in Trier auf dem Petrisberg im Stalag XII D von August 1940 bis März 1941 interniert. Die relativ humanen Zustände im Trierer Lager beschreibt er in „Matthieus Tagebuch“. Zudem verfasst er in Trier sein erstes Theaterstück „Bariona oder der Sohn des Donners“. Das mit Stacheldraht umzäunte Gelände besaß zwei Bereiche. Im ersteren waren in der Anfangszeit Franzosen, Belgier und Niederländer interniert. Ab Sommer 1941 kamen Russen dazu, das mit einem unter Strom stehenden Zaun geteilt wurde. Während im französischen Teil eine „angenehme“ Situation herrschte, es gab dank der Hilfspakete der Angehörigen der Soldaten genügend Lebensmittel, herrschte im russischen Lager Unterernährung und Krankheiten, zumal das Lager hoffnungslos überfüllt war. Es war den Russen verboten, die ärztlichen Einrichtungen, Kapelle und Bibliothek zu benutzen. Bis zu Evakuierung des Lagers, im Oktober 1944, waren die größten Gruppen: Franzosen, gefolgt von Jugoslawen, Russen, Polen und Belgiern. Ab 1943 kamen Italiener, Briten und Amerikaner hinzu.
Nach dem Krieg wurde aus der Kemmelkaserne das „Quartier Belvedère“ (Schöne Aussicht). Über 40 Jahre, durch die französische Armee bis 1998 genutzt und um das Militärhospital „André Genet“ ergänzt, waren dort französische Soldaten ein tägliches Bild.
Nach Abzug der französischen Truppen stand die Fläche nun der Stadt Trier zur Nachnutzung zur Verfügung und die Planungen für einen
Wissenschaftspark und Wohnbauflächen in Verbindung mit einer Landesgartenschau, im Jahr 2004, konnten auf diesem Areal konkretisiert werden. Zur Umsetzung dieser Konzepte wurde die Entwicklungsgesellschaft Petrisberg mbH (EGP mbH) gegründet. Im ehemaligen Militärhospital befindet sich heute der Campus II der Universität Trier mit den Fachbereichen Geographie, Informatik und Wirtschaftsinformatik. Im Zuge der Konversion wurde ein großer Teil der ehemaligen Kasernengebäude abgebrochen, die größeren Bauten blieben jedoch erhalten und wurden zu Büro- und Wohngebäuden umgebaut. Durch Anbauten, farbige Fassung und weitere Änderungen gestaltete man sie neu, die ursprüngliche Form ist jedoch noch erkennbar.

## Stationierte französische Einheiten
| Langtext                                                                   | Abkürzung       | am Standort                             | sonstiges                   |
| -------------------------------------------------------------------------- | --------------- | --------------------------------------- | --------------------------- |
| 90° Bataillon du Génie                                                     | 90° BG          | 16. November 1945 bis 18. April 1946    | Quartier Pétrisberg         |
| Groupe de Transports 529 – Reserve Générale                                | GT 529          | 16. Januar 1949 bis 1. November 1951    |                             |
| Groupe de Transports 500 du 2° Corps d'Armée                               | GT 500          | 1. November 1951 bis 1. März 1960       |                             |
| 481° Groupement Anti aérien Léger                                          | 481° GAAL       | 4. Oktober 1951 bis 23. Februar 1953    | Quartier Belvédère          |
| 311° Compagnie du Train Amphibie                                           | CTA 311         | 1. Februar 1957 bis 28. Mai 1957        |                             |
| Brigade Cynophile                                                          |                 | 1. Januar 1959 bis 31. Dezember 1960    |                             |
| 51° Compagnie Médicale Divisionnaire                                       | 51° CMD         | 16. August 1960 bis 30. Juni 1973       |                             |
| 1° Compagnie d'Eclairage de Brigade                                        | CEB1            | 1. Januar 1970 bis 31. Dezember 1972    |                             |
| 81° Compagnie Médicale Divisionnaire                                       | CMD 81          | 1. Juli 1973 bis 30. Juni 1978          |                             |
| 403° Bataillon de Commandement et de Soutien                               | 403° BCS        | 6. Februar 1974 bis 24. Februar 1977    |                             |
| Bureau Postal Frontière „P“                                                | BPF/P           | 1. Juni 1978 bis 30. Juni 1994          |                             |
| Compagnie Anti Char                                                        | CAC/1           | 1. Juli 1982 bis 31. Dezember 1992      |                             |
| Commissariat de l'Armée de Terre Zône Nord adapté à la 1° Division Blindée | CATA 1° DB      | 4. September 1985 bis 25. November 1987 |                             |
| Hôpital Complémentaire d'Armée André Genet                                 | CHA André Genet | 1. Januar 1949 bis 1. Juli 1963         | Hospital der Barmherzigkeit |
| Hôpital d'Evacuation Lourde 413                                            | HEL 413         | 28. Januar 1946 bis 28. Mai 1947        |                             |
| 157° Compagnie Médicale                                                    | CM 157          | 16. Mai 1947 bis 28. Februar 1947       |                             |
| Hôpital d'Evacuation André Genet                                           | HE André Genet  | 29. Mai 1947 bis 1. Juli 1963           |                             |
| Hôpital des Armées André Genet                                             | CHA André Genet | 1. Juli 1963 bis 30. Juni 1992          | Armeehospital André Genet   |
| Maternité                                                                  | CHA André Genet | 1. Juli 1963 bis 1. August 1982         |                             |
| Pharmacie de Cession                                                       | CHA André Genet | 1. Januar 1965 bis 30. Juni 1992        |                             |
| Dispensaire Familial                                                       | CHA André Genet | 1. Januar 1975 bis 30. Juni 1992        |                             |
| 1° Bataillon du 7° Régiment de Tirailleurs Algériens                       | 7° RTA/1        | 20. November 1947 bis 31. August 1951   | Quartier Belvédère          |
| 481° Groupement Anti aérien Léger                                          | 481° GAAL       | 4. Oktober 1951 bis 23. Februar 1953    |                             |
| Direction des Travaux du Génie de Trèves                                   |                 | 10. Oktober 1951 bis 25. November 1987  |                             |
| 2° Bataillon du 7° Régiment de Tirailleurs Algériens                       | 7° RTA/2        | 14. Juni 1947 bis 30. August 1951       |                             |
| 1° Régiment de Spahis Marocains                                            | 1° RSM          | 15. September 1951 bis 10. Oktober 1955 |                             |
| Escadron Haffner (Instruction) du 1° Régiment de Spahis Marocains          | 1° RSM          | 15. September 1951 bis 10. Oktober 1955 |                             |
| 3° Régiment de Cuirassiers                                                 | 3° CUIR         | 20. Juni 1952 bis 31. Dezember 1955     |                             |
| 503° Bataillon de Commandement et des Services                             | 503° BCS        | 1. Januar 1952                          |                             |
| 81° Bataillon Médical                                                      | BM 81           | 1. Januar 1952 bis 31. Dezember 1959    |                             |
| Groupe 3/68 Honest-John                                                    | HJ 3/68         | 1. Januar 1960 bis 31. Dezember 1973    |                             |
| 68° Régiment d'Artillerie Lourde Divisionnaire                             | 68° RALD        | 16. August 1960 bis 30. Juni 1974       |                             |
| 1° Compagnie Légère de Réparation du Matériel                              | 1° CLRM         | 1. Mai 1962 bis 1. Juli 1968            |                             |
| 9 ° Régiment d'Artillerie de Marine                                        | 9° RAMA         | 1. Oktober 1974 bis 31. Dezember 1992   |                             |
| 5° Section Mobile de Réparation du 1°                                      | GRDB 5° SMR     | 1. Juli 1978                            |                             |
| Compagnie Anti Char de la 1° Division Blindée                              | CAC/1°DB        | 1. Juli 1982 bis 3. Oktober 1991        |                             |
| 61° Régiment d'Artillerie                                                  | 61° RA          | 1. August 1992 bis 31. Mai 1999         |                             |
| Bureau Opérations Instruction du 61° Régiment d'Artillerie                 | 61° RA/BO       | 1. August 1992 bis 31. Mai 1999         |                             |
| Section réparation de la 7° Compagnie du 6° Régiment du Matériel           | 6° RMAT         | 1. Januar 1996                          |                             |
| Service du Génie des Cités Cadres Antenne Belvédaire                       | 13° RG          |                                         | Frankenstrasse 4 Trier      |
| Bureau Administratif Local                                                 | BAL             |                                         |                             |
| 51° Bataillon Médical                                                      | BM 51           |                                         |                             |
| Centre de Transmissions de la Garnison                                     | CT              |                                         |                             |